# Torfowiec środkowy
Torfowiec środkowy (Sphagnum centrale C.E.O. Jensen) – gatunek mchu z rodziny torfowcowatych (Sphagnaceae).

## Rozmieszczenie geograficzne
Rośnie w Europie, Azji i Ameryce Północnej.
W Europie występuje od północnych krańców Norwegii i północno-zachodniej Rosji na północy po Azory, północno-wschodnią Hiszpanię, Francję (w Korsykę), Włochy (w tym Sycylię), Grecję, Bułgarię, południowo-zachodnią Rosję i Gruzję na południu. Jego zasięg południkowy rozciąga się od Islandii na zachodzie po Ural na wschodzie. Jest obecny we wszystkich krajach Półwyspu Skandynawskiego, w krajach bałtyckich, na Wyspach Brytyjskich, a także w środkowej części kontynentu, w tym na obszarach górskich, między innymi w Alpach, tam do wysokości około 2000 m n.p.m., Sudetach, Karpatach oraz Górach Dynarskich.
W Polsce rośnie na bardzo rozproszonych, pojedynczych stanowiskach na obszarze całego kraju, częściej tylko w północno-wschodniej części kraju. W górach jest bardzo rzadki, rośnie w Tatrach i Karkonoszach, gdzie występuje do wysokości 1270 m n.p.m.

## Morfologia i anatomia

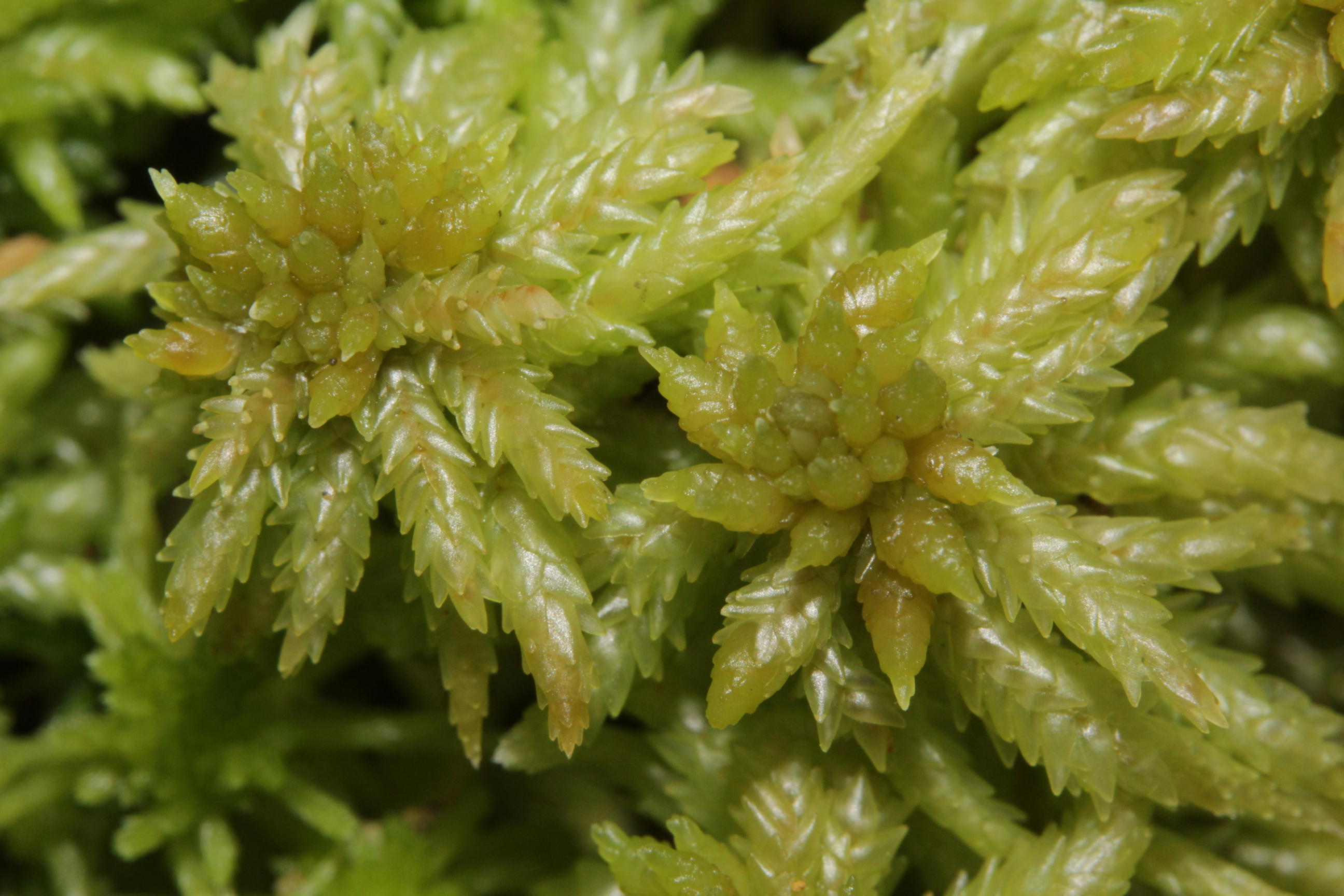
Główki torfowca środkowego

PokrójTorfowiec dość duży bądź duży, tworzący lśniące darnie zazwyczaj koloru od jasnozielonego i bladozielonego do zielonego, a także żółtawego, żółtawobrązowego, złotawobrązowego lub purpurowatobrązowego, nigdy czerwonawego.
GłówkiDuże, zazwyczaj luźne, od spłaszczonych do prawie półkolistych.
PęczkiZazwyczaj z 3–5 długimi, nabrzmiałymi gałązkami, z których przeważnie dwie bądź trzy to zwężające się ku końcom gałązki odstające. Gałązek zwisających jest od jednej do czterech, są jasne i cienkie, niekiedy dłuższe od gałązek odstających. Zewnętrzne gałązki główki, podobnie jak gałązki odstające, również zwężają ku końcom.
ŁodyżkiTęgie. Kora zbudowana jest z dobrze rozwiniętych trzech lub czterech warstw rozdętych komórek, wzmocnionych delikatnymi spiralnymi listewkami. W pokroju mieni się szarawo i wygląda na luźno zaczepioną na łodyżce. Komórki kory łodyżek gałązkowych mają często duże, okrągłe pory na powierzchni ścian. Cylinder wewnętrzny jest koloru od brązowego do zielonego.
Listki łodyżkoweDuże, do 2 mm długości, podłużne do językowatych lub łopatkowate, płaskie, wzniesione lub zwisające, najszersze na zaokrąglonym szczycie. Komórki wodne rzadko są podzielone i rzadko listewkowane, jeśli listewki występują, to najczęściej koło szczytu.
Listki gałązkoweSzeroko jajowate, mocno wklęsłe bądź wklęsłe i kapturkowato zakończone; zachodzą na siebie lub są nieco luźno rozmieszczone. Komórki wodne na powierzchni grzbietowej listka są wypukłe w przekroju poprzecznym i mają liczne, eliptyczne pory wzdłuż ścian komisuralnych, na powierzchni wklęsłej są słabo wypukłe w przekroju poprzecznym i mają do trzech porów. Wewnętrzne ściany komisuralne są gładkie. Komórki chlorofilowe w przekroju poprzecznym są owalne, soczewkowate, wąsko eliptyczne i grubościenne (zwłaszcza od strony brzusznej), znacznie mniejsze od otaczających je komórek wodnych. Są wyraźnie zamknięte lub wąsko otwarte po obu stronach listka.
Gatunki podobneMoże być mylony z torfowcem szorstkim (Sphagnum compactum), torfowcem magellańskim (Sphagnum magellanicum) i torfowcem błotnym (Sphagnum palustre). Od torfowca szorstkiego różni się występowaniem spiralnych listewek w komórkach kory łodyżki, których u tego pierwszego brak. Od torfowca magellańskiego odróżnia go barwa, kształt komórek chlorofilowych listków gałązkowych i zakończenia gałązek. Torfowiec środkowy nie będzie miał ciemnoczerwonych przebarwień, podczas gdy u torfowca magellańskiego te najczęściej występują. Komórki chlorofilowe listków gałązkowych u S. centrale są położone środkowo, mają grube ściany, zwłaszcza od strony brzusznej, przez co komórki wodne nie są w stanie ich otoczyć w całości; u S. magellanicum komórki chlorofilowe są zamknięte przez komórki wodne z obu stron. Gałązki u torfowca magellańskiego są tępo zakończone, u torfowca środkowego część z nich zwęża się ku końcom. Kształt komórek chlorofilowych listków gałązkowych jest także cechą pozwalającą odróżnić S. centrale od S. palustre. U tego drugiego są trójkątne lub trapezowe, szerzej otwarte po stronie brzusznej.

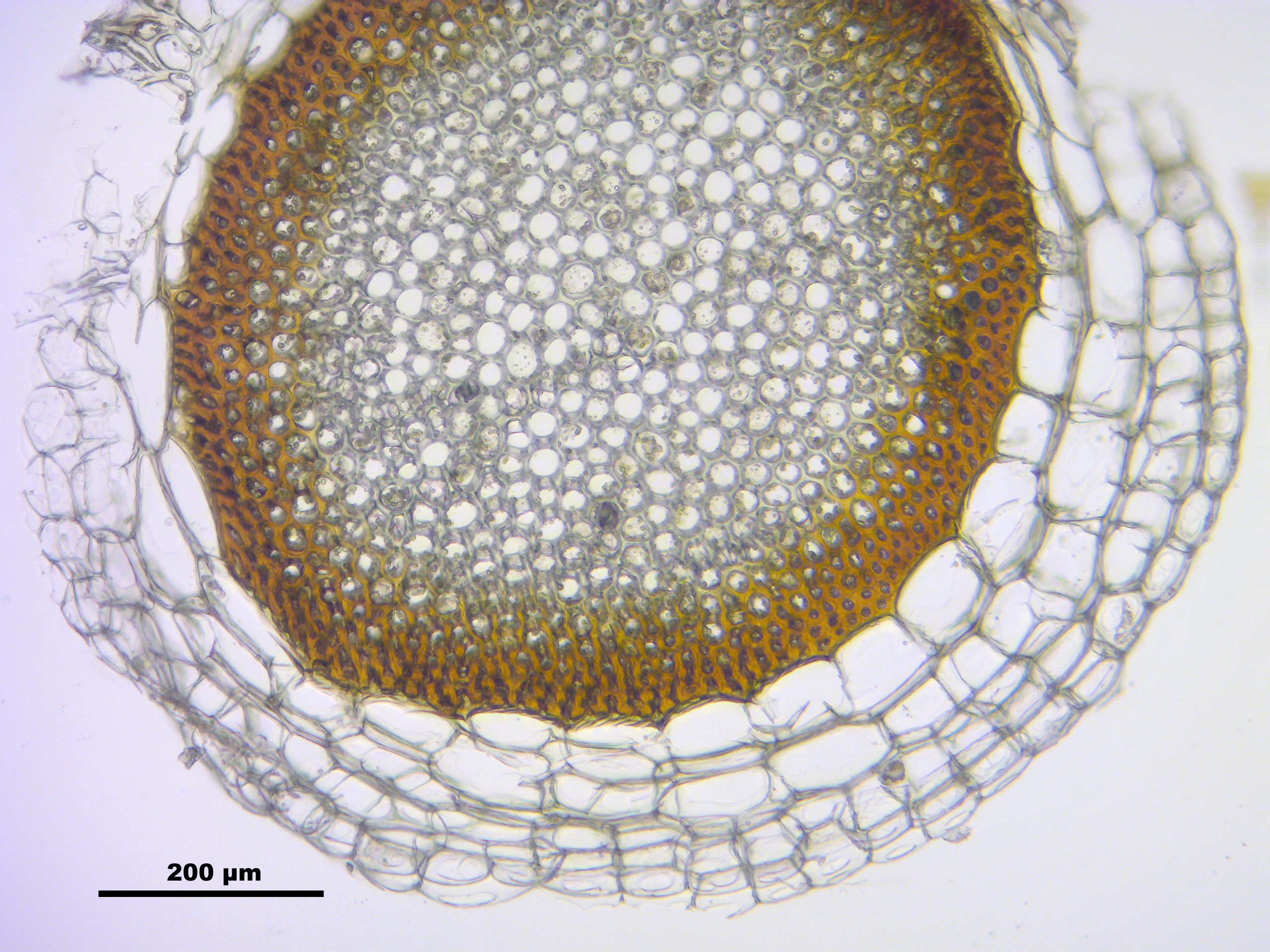
Przekrój łodyżki
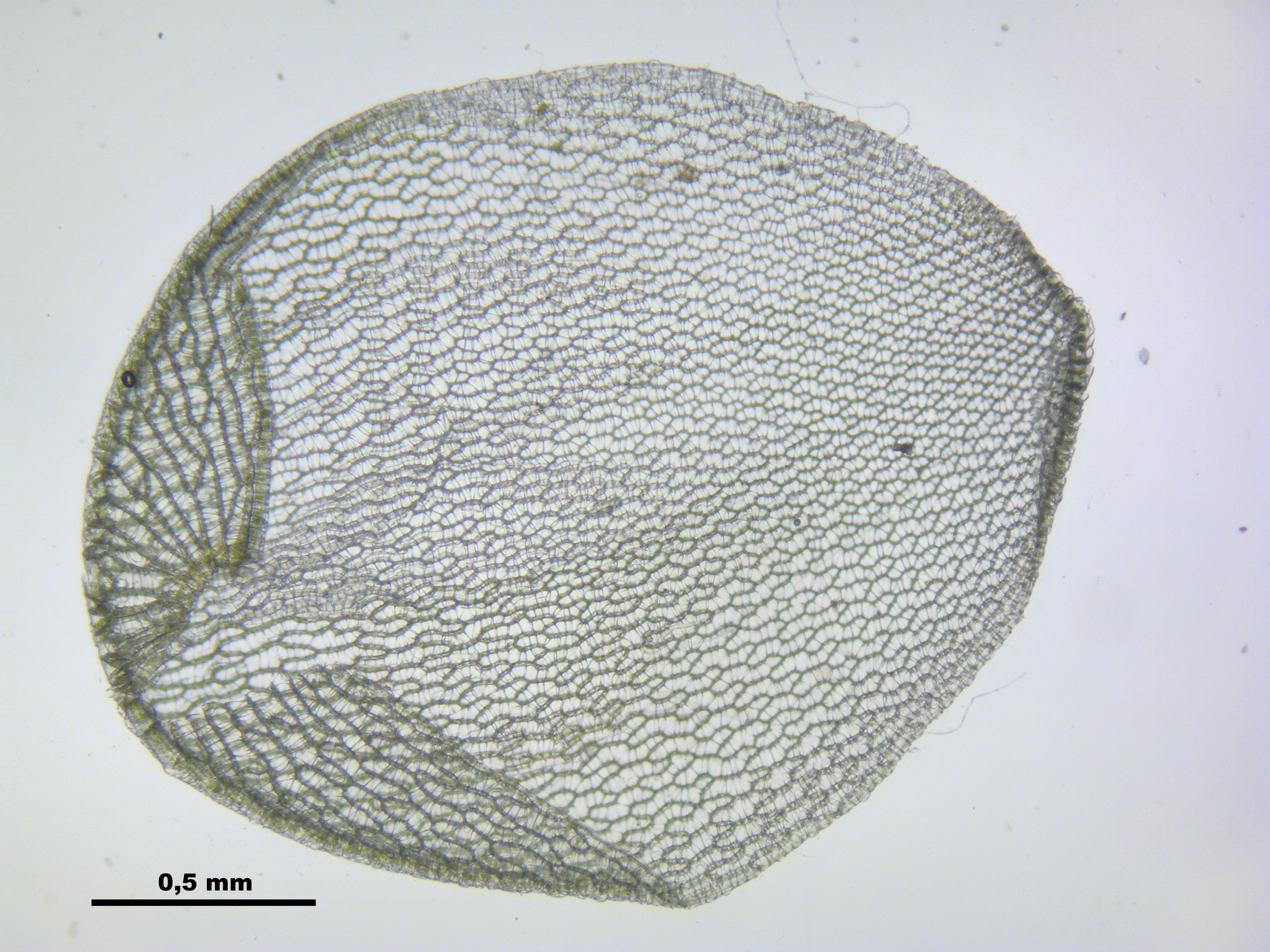
Listek gałązkowy
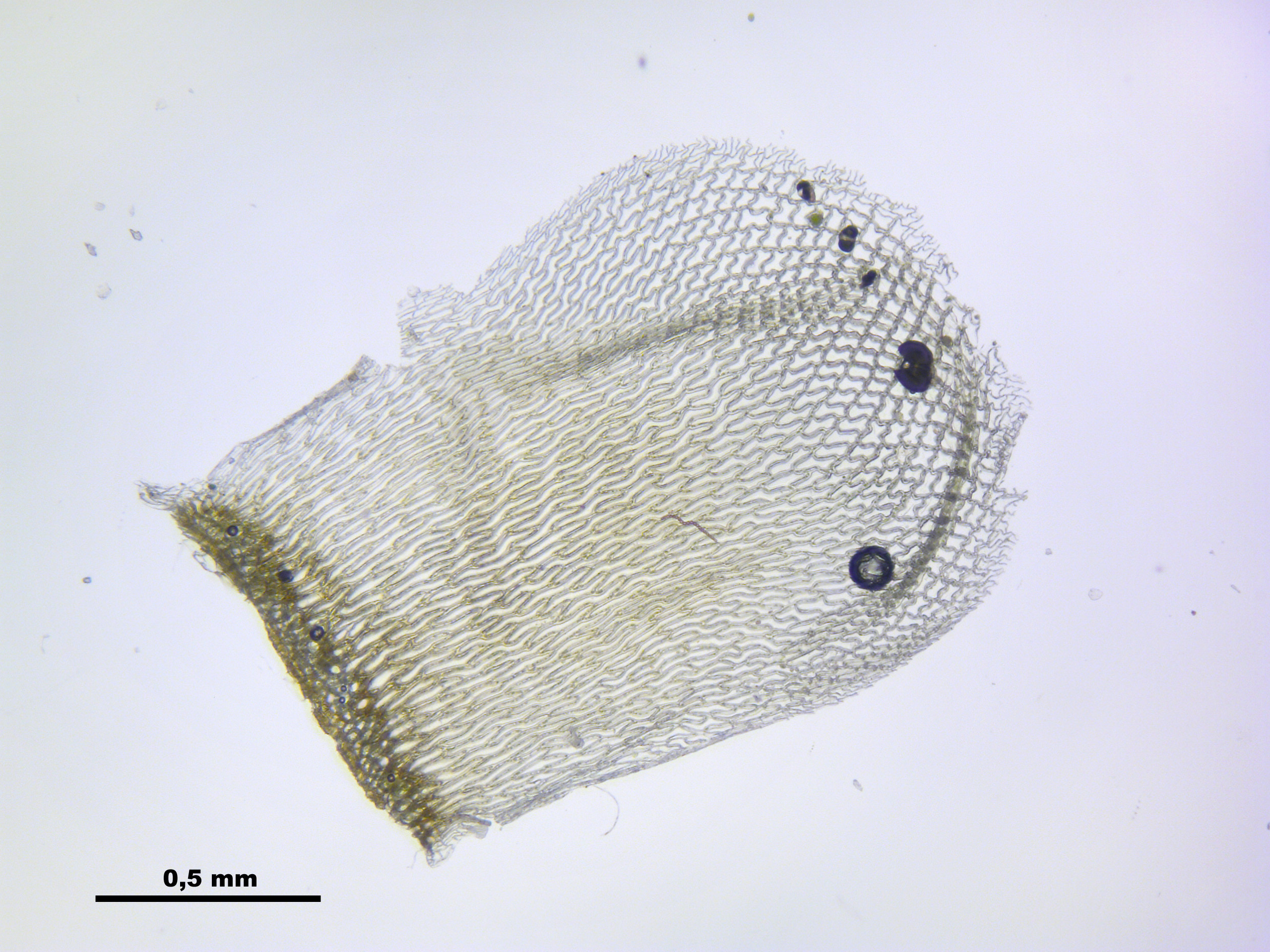
Listek łodyżkowy
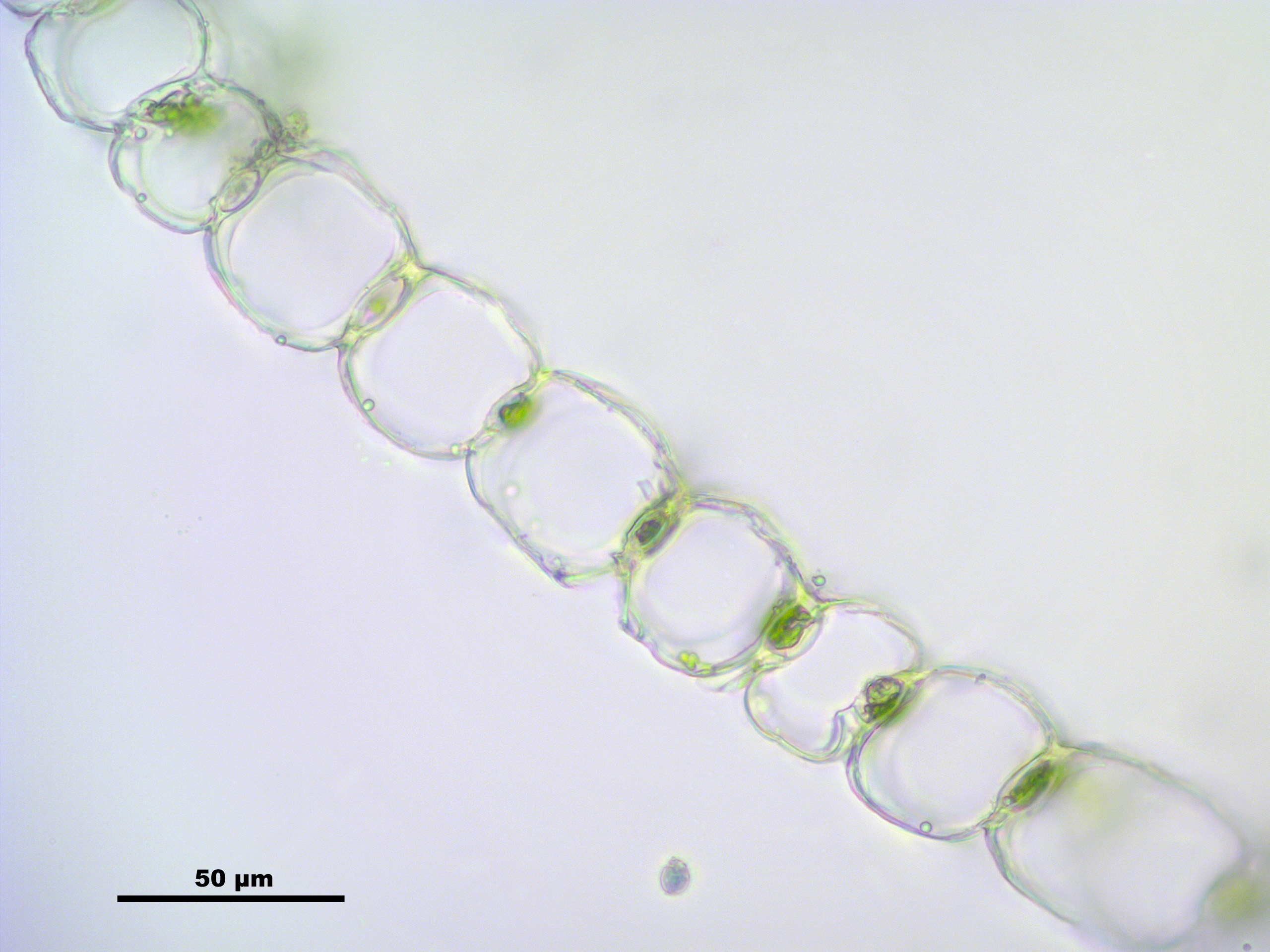
Przekrój przez listek łodyżkowy; drobne komórki chlorofilowe otoczone przez duże komórki wodne

## Biologia i ekologia
Najczęściej jest spotykany w lasach – borach szpilkowych Vaccinio-Piceetea oraz olsach i łozowiskach Alnetea glutinosae. Niekiedy jest widywany także na wilgotnych bądź podmokłych łąkach i pastwiskach. Według niektórych autorów ma być związany z torfowiskami źródliskowymi, a szerokie spektrum lasów bagiennych zasiedla bardzo podobny torfowiec błotny (S. palustre). Często występuje razem z torfowcem Girgensohna, torfowcem Wulfa, torfowcem obłym i torfowcem Warnstorfa.

## Ochrona
Gatunek jest objęty w Polsce ochroną od 2001 roku. W latach 2001–2004 podlegał ochronie częściowej, w latach 2004–2014 ochronie ścisłej, a od 2014 roku ponownie objęty jest ochroną częściową, na podstawie Rozporządzenia Ministra Środowiska z dnia 9 października 2014 r. w sprawie ochrony gatunkowej roślin.